# Тайфунник Макджилливри
Тайфунник Макджилливри (Pseudobulweria macgillivrayi) — небольшая птица тёмного цвета семейства Буревестниковые.

## Описание
Тайфунник Макджилливри достигает длины 30 см. Оперение преимущественно тёмно-шоколадного цвета. На ногах — голубые пятна.
Вид был описан в 1855 году, когда впервые была поймана единственная молодая особь. В последующие 130 лет птиц этого вида больше не находили. Только в 1984 году на Гау была отловлена и сфотографирована взрослая птица.
С тех пор мало кому удавалось встретить эту птицу в природе. Изредка от местного населения острова поступали сообщения об обнаружении тушек мёртвых птиц на крышах домов, большинство из которых были ещё птенцами.
Исследование в Тихом океане проведённое Birdlife International в мае 2009 года позволило за одиннадцать дней наблюдений сфотографировать восемь особей вида.

## Природоохранный статус
Этот вид классифицируется как находящийся под угрозой исчезновения, поскольку, учитывая недостаток исследований, предполагается, что существует лишь небольшая популяция этих птиц, проживающая на небольшой области. Кроме того, есть предположение, что численность птиц снижается из-за хищничества кошек, крыс и прочих млекопитающих.